# Wählerzuwachsparadoxon
Als Wählerzuwachsparadoxon (engl. Population-Paradox) wird folgende als paradox angesehene Konsequenz von Sitzzuteilungsverfahren bezeichnet: Stimmenzuwächse oder -verluste einer Partei bewirken eine Mandatsverschiebung zwischen zwei anderen Parteien.

## Praktische Auswirkungen
Ein Stimmenzuwachs einer Koalitionspartei kann einen Mandatsverlust von Koalitionspartnern – und damit der Koalition insgesamt – an eine Oppositionspartei verursachen. Um das als paradox aufzufassen, müssen „natürliche“ Koalitionen existieren. Nach dem in der Bundesrepublik geltenden Wahlrecht kann man jedoch keine Koalitionen wählen, sondern nur die jeweils bevorzugte Partei. Über die Bildung von Koalitionen entscheiden nach der Wahl die gewählten Mandatsträger, wobei der Ausgang der Koalitionsverhandlungen nicht von vornherein sicher ist, wie man z. B. nach der Bundestagswahl 2005 erleben konnte.

## Auftreten
Dieses Problem tritt beispielsweise bei Quotenverfahren wie dem Hare/Niemeyer-Verfahren auf. Bei Divisorverfahren tritt dieses Paradoxon nicht auf. Beispiele: D’Hondt, Sainte-Laguë, Hill/Huntington, Dean, Adams.

## Abgrenzung zum negativen Stimmgewicht
Beim Wählerzuwachsparadoxon führen Stimmzuwächse einer Partei A zu Mandatsgewinnen der Partei B und zu Mandatsverlusten der Partei C.
Beim negativen Stimmgewicht führen Stimmzuwächse einer Partei A zu Mandatsverlusten der Partei A.
Davon ausgehend sind das Wählerzuwachsparadoxon und das negative Stimmgewicht verschiedene Effekte, die in Wahlsystemen auftreten können.
Das Bundesverfassungsgericht verwendet den Begriff des negativen Stimmgewichts im Jahre 2012 aber allgemeiner. Demnach liegt das negative Stimmgewicht vor, wenn die Sitzzahl einer Partei erwartungswidrig mit der auf diese oder eine konkurrierende Partei entfallenden Stimmenzahl korreliert. Beim oben beschriebenen Wählerzuwachsparadoxon korreliert die Sitzzahl der Partei B erwartungswidrig mit der Stimmenzahl der konkurrierenden Partei A. Denn bei Stimmenzuwächsen für die Partei A kann man keine Mandatszuwächse für die Partei B erwarten. Demnach ist das Wählerzuwachsparadoxon ein Sonderfall des negativen Stimmgewichts.

## Beispiel
In einem Parlament sind 13 Mandate zu vergeben, um die sich 4 Listen A, B, C und D bewerben. X ist stimmberechtigt und präferiert eine Fortsetzung der Koalition aus B und C und wählt die Liste C. Das Endergebnis der Wahl und die Mandatsverteilung nach dem Hare/Niemeyer-Verfahren lauten wie folgt:
| Liste | Anzahl Stimmen | Stimmen proportional | Anzahl Mandate |
| A     | 43             | 5,036                | 5              |
| B     | 29             | 3,396                | 3              |
| C     | 27             | 3,162                | 3              |
| D     | 12             | 1,405                | 2 (1+1)        |
| Summe | 111            | 13                   | 13             |

(Das 13. Mandat erhält D aufgrund der höchsten Nachkommazahl 0,405)
Damit haben B und C mit zusammen 6 Mandaten die absolute Mehrheit verfehlt (7 Stimmen wären notwendig).
Hätte sich X hingegen nicht an der Wahl beteiligt, sähe das Ergebnis folgendermaßen aus:
| Liste | Anzahl Stimmen | Stimmen proportional | Anzahl Mandate |
| A     | 43             | 5,082                | 5              |
| B     | 29             | 3,427                | 4 (3+1)        |
| C     | 26             | 3,073                | 3              |
| D     | 12             | 1,418                | 1              |
| Summe | 110            | 13                   | 13             |

(Das 13. Mandat erhält B aufgrund der höchsten Nachkommazahl 0,427)
In diesem Fall hätten B und C mit 7 Mandaten die absolute Mehrheit erreicht. 
Ergebnis: Betrachtet man die Stimme von X für die Liste C als eine Stimme für (B + C) bzw. die Koalition aus B und C, wie es der Intention von X entspricht, so hat sich die beabsichtigte Wirkung der Stimmabgabe genau ins Gegenteil verkehrt. Die Intention, für eine Koalition zu stimmen, ist allerdings wahlrechtlich irrelevant. Sie kann jedoch, je nach Standpunkt, als politisch unerwünscht erscheinen. 
Nach dem Sainte-Laguë-Verfahren hätte sich in beiden dargestellten Fällen folgende Mandatsverteilung ergeben: A: 5, B: 4, C: 3, D: 1. Aus Sicht von X wäre es jetzt also gleichgültig, ob er seine Stimme abgibt oder nicht.
Bei allen Mandatsverteilungsverfahren stellt sich das mathematische Problem der Abbildung einer großen Bildmenge (Wählerstimmen) in eine kleine Zielmenge (Mandate); sie kann deshalb prinzipiell nicht bijektiv sein. Stets treten Rundungsfehler auf, die paradox wirken können, insbesondere kann kein Verfahren gleichzeitig die Quotenbedingung erfüllen und das Wählerzuwachsparadoxon vermeiden; das weist der Unmöglichkeitssatz von Balinski und Young mathematisch nach. Es ist somit eine Frage der Bewertung, welcher Fehler eher hinnehmbar ist und welcher nicht.